# Warileya nigrosaccula
Warileya nigrosaccula är en tvåvingeart som beskrevs av Fairchild G. B., Hertig M. 1951. Warileya nigrosaccula ingår i släktet Warileya och familjen fjärilsmyggor. Inga underarter finns listade i Catalogue of Life.